# Đại học Hoàng tử Songkla
Đại học Hoàng tử Songkla (cũng đọc là Songkhla) là trường đại học đầu tiên tại Miền Nam Thái Lan. Trường được thành lập năm 1967. Năm 2003, trường có 24.011 sinh viên.
Trường được đặt tên theo Mahidol Adulyadej, Hoàng tử (Hoàng thân) của Songkla (Songkhla). Trong năm đầu mới thành lập, sinh viên đã học ở cơ sở tạm tại Bangkok, đến năm 1968 cơ sở ổn định ở Pattani đã được thành lập. Năm 1971, cơ sở tại Hat Yai được mở, hiện là trường sở lớn nhất với hơn 50% sinh viên tại đây. Các khu trường sở khác được mở tại Phuket (1977), Surat Thani (1990) và Trang (1991). Ngoài ra, trường sở tại Pattani có thể được chia tách trong tương lai.

## Các khoa, viện, đơn vị thuộc trường

### Cơ sở tại Hat Yai
- Graduate School
- Khoa Khoa học
- Khoa Kỹ thuật
- Khoa Tài nguyên Thiên nhiên
- Khoa Công Nông nghiệp
- Khoa Quản lý Môi trường
- Khoa Y
- Khoa Y học Cổ truyền
- Khoa Điều dưỡng
- Khoa Nha
- Khoa Khoa học Dược
- Khoa Khoa học Quản lý
- Khoa Nghệ thuật tự do
- Khoa Luật
- Khoa Kinh tế
- Thư viện Lady Atthakraweesunthorn (Thư viện trung tâm)
- Trung tâm đa dạng sinh học Bán đảo Thái Lan (Khoa Khoa học)
- Bảo tàng Lịch sử Tự nhiên Công chúa Maha Chakri (tiếng Thái: พิพิธภัณฑสถานธรรมชาติวิทยา ๕๐ พรรษา สยามบรมราชกุมารี)
- PSU Herbarium (Khoa Khoa học)

### Cơ sở Pattani
- Khoa Giáo dục
- Khoa Nhân văn và Khoa học Xã hội
- Khoa Mỹ thuật ứng dụng và Mỹ thuật
- Khoa Khoa học Vận tải
- Viện nghiên cứu Hồi Giáo
- Thư viện John F. Kennedy

### Cơ sở Phuket
- Khoa Khoa học Ứng dụng (Cao đẳng Cộng đồng Phuket)
- Khoa Dịch vụ (Quản lý Khách sạn / Kinh doanh Quốc tế với Trung Quốc / Nghiên cứu Trung Quốc / Nghiên cứu Thái Lan: tất cả đều theo chương trình quốc tế)
- Khoa Kỹ thuật (Chương trình Quốc tế về Kỹ thuật Máy tính)

### Cơ sở Surat Thani
- Khoa Công nghệ và Quản lý
- Cao đẳng cộng đồng Surat Thani

### Cơ sở Trang
- Khoa Thương mại và Quản lý